# Kvantový harmonický oscilátor

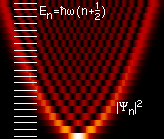
Lineární harmonický oscilátor

Modelem kvantového lineárního harmonického oscilátoru je každý oscilující objekt kolem své rovnovážné polohy např. kmity atomů v krystalické mřížce. Lineární harmonický oscilátor patří mezi výjimky kvantové mechaniky, které lze řešit analyticky Schrödingerovou rovnicí. Řadu fyzikálních jevů lze také přinejmenším přibližně převést na harmonický oscilátor a popsat je tak s dostatečnou přesností.

## Kvantový popis lineárního oscilátoru
Kvantový lineární harmonický oscilátor je modelový systém, zahrnující částici vázanou na přímku nacházející se v poli sil popsaných potenciální energii {\displaystyle V(x)}, která závisí na poloze částice kvadraticky. Kvůli vázanosti na přímku se tento systém často označuje jako jednorozměrný harmonický oscilátor. Pro tento systém se studují stacionární stavy a pohyb částice.
Pokud potenciál {\displaystyle V(x)} zapíšeme jako
{\displaystyle V(x)={\frac {1}{2}}kx^{2}={\frac {1}{2}}m\omega ^{2}x^{2}\,,}
pak Hamiltonův operátor pro jednorozměrný lineární harmonický oscilátor můžeme zapsat jako
{\displaystyle {\hat {H}}=-{\frac {\hbar ^{2}}{2m}}{\frac {\partial ^{2}}{\partial x^{2}}}+{\frac {1}{2}}m\omega ^{2}x^{2}\,.}
Stacionární Schrödingerova rovnice pro lineární harmonický oscilátor tvar
{\displaystyle \left(-{\frac {\hbar ^{2}}{2m}}{\frac {\partial ^{2}}{\partial x^{2}}}+{\frac {m\omega ^{2}}{2}}x^{2}\right)\Psi (x)=E\Psi (x)}
Vynásobíme-li celou rovnici {\displaystyle {\frac {2}{\hbar \omega }}} , získáme
{\displaystyle \left(-{\frac {\hbar }{m\omega }}{\frac {\partial ^{2}}{\partial x^{2}}}+{\frac {m\omega }{\hbar }}x^{2}\right)\Psi (x)={\frac {2E}{\hbar \omega }}\Psi (x)}
a zavedeme-li pro zjednodušení rovnice bezrozměrné veličiny
{\displaystyle \xi ={\sqrt {\frac {m\omega }{\hbar }}}x\,,}
{\displaystyle \lambda ={\frac {2E}{\hbar \omega }}\,,}
rovnice přejde ve tvar
{\displaystyle \left({\frac {\partial ^{2}}{\partial \xi ^{2}}}-\xi ^{2}\right)\Psi (\xi )=-\lambda \Psi (\xi )\,.}
Po úpravě dostaneme
{\displaystyle {\frac {\partial ^{2}\Psi (\xi )}{\partial \xi ^{2}}}+(\lambda -\xi ^{2})\Psi (\xi )=0\,.}

### Odhad řešení v asymptotické oblasti
Řešení vyjádřené rovnice nelze nalézt jednoduchým matematickým aparátem a vyžaduje komplikovanější úvahy. V souladu s požadavky kladenými na vlnovou funkci {\displaystyle \Psi } budeme požadovat, aby řešení rovnice byla konečná, jednoznačná a spojitá.
Nejdříve odhadneme chování vlnové funkce {\displaystyle \Psi } v asymptotické oblasti {\displaystyle (\xi \to \pm \infty )}. Pro hodnoty {\displaystyle \xi \to \pm \infty } lze {\displaystyle \lambda } v rovnici zanedbat a ta se pak zjednodušuje na tvar
{\displaystyle {\frac {\partial ^{2}\Psi (\xi )}{\partial \xi ^{2}}}-\xi ^{2}\Psi (\xi )=0\,.}
Jejím řešením je na stejné úrovni přesnosti rovnice, kde {\displaystyle A} a {\displaystyle B} jsou libovolné konstanty.
{\displaystyle \Psi (\xi )=A\exp({\frac {-\xi ^{2}}{2}})+B\exp({\frac {\xi ^{2}}{2}}).}
Pro znaménko plus v exponenciále vlnová funkce {\displaystyle \Psi } diverguje pro {\displaystyle (\xi \to \pm \infty )} a nelze ji normovat. Proto v asymptotické oblasti přibližně platí
{\displaystyle \Psi (\xi )\approx A\exp({\frac {-\xi ^{2}}{2}}).}

### Zpřesnění řešení v oblasti konečných hodnot
Mimo asymptotickou oblast získané přibližné řešení původní rovnice pochopitelně nevyhovuje. Přejít k řešení přesnému, a to pro všechny hodnoty {\displaystyle \xi }, znamená předpokládat, že {\displaystyle A} na {\displaystyle \xi } závisí. To znamená, že přesné řešení stacionární Schrödingerovy rovnice je ve tvaru
{\displaystyle \Psi (\xi )=A(\xi )\exp(-{\frac {\xi ^{2}}{2}})\,,}
kde {\displaystyle A(\xi )} je dosud neurčená funkce modulující exponenciálu {\displaystyle \exp \left({\frac {-\xi ^{2}}{2}}\right)} dosazením předešlé rovnice pro {\displaystyle \Psi } získáme novou rovnici pro neznámou funkci {\displaystyle A(\xi )}
{\displaystyle {\frac {\partial ^{2}A}{\partial \xi ^{2}}}-2\xi {\frac {\partial A}{\partial \xi }}+(\lambda -1)A=0\,.}
Funkci {\displaystyle A(\xi )} budeme hledat ve tvaru mocninné řady
{\displaystyle A(\xi )=\sum _{k=0}^{\infty }a_{k}\xi ^{k}\,.}
Neznámé koeficienty {\displaystyle a_{k}} pak získáme postupem, který zahrnuje dosazení řady pro {\displaystyle A} do odpovídající rovnice a porovnání členů se stejnými mocninami {\displaystyle \xi ^{k}}. Po jistém úsilí získáme
{\displaystyle a_{k}={\frac {(1-\lambda )(5-\lambda )\dots (2k-3-\lambda )}{k!}}a_{0}\,,} pro k = 2, 4, 6, …
{\displaystyle a_{k}={\frac {(3-\lambda )(7-\lambda )\dots (2k-3-\lambda )}{k!}}a_{1}\,,} pro k = 3, 5, 7, …
Protože {\displaystyle A} je řešení obyčejné diferenciální rovnice druhého řádu, závisí podle očekávání na dvou konstantách {\displaystyle a_{0}} a {\displaystyle a_{1}}. Ukazuje se však, že nekonečná řada {\displaystyle A(\Psi )} se pro velká {\displaystyle \lambda } chová jako funkce {\displaystyle \exp \left({\frac {-\xi ^{2}}{2}}\right)} , což znamená, že vlnová funkce {\displaystyle \Psi (\xi )=A(\xi )\exp(-{\frac {\xi ^{2}}{2}})} pro {\displaystyle (\xi \to \pm \infty )} diverguje. Funkce {\displaystyle A(\xi )} proto nemůže mít předpokládaný tvar nekonečné řady. Nezbývá než předpokládat, že má funkce {\displaystyle A(\xi )} tvar polynomu, to znamená, že počínaje určitým {\displaystyle k} platí {\displaystyle a_{k+2}=0} a pro dosud libovolné {\displaystyle \lambda } musí splňovat podmínku
{\displaystyle \lambda =2n+1\,,} pro n=0,1,2,...

### Energetické spektrum
S ohledem na předešlý vztah a rovnici {\displaystyle \lambda ={\sqrt {\frac {m\omega }{\hbar }}}x} dostáváme kvantování energií stacionárních stavů lineárního harmonického oscilátoru

{\displaystyle E_{n}={\frac {\hbar \omega \lambda }{2}}=\hbar \omega {\frac {2n+1}{2}}=\hbar \omega \left(n+{\frac {1}{2}}\right)\,.}

## Srovnání klasického a kvantového oscilátoru
- Ze vztahu {\displaystyle E_{n}=\hbar \omega \left(n+{\frac {1}{2}}\right)}je patrné, že energie kvantového oscilátoru je kvantována, a také že jednotlivé energetické hladiny jsou rozloženy s konstantním krokem.
- Zároveň si musíme uvědomit, že uvedený vztah platí i pro makroskopický oscilátor, ale kvanta jsou u něj příliš malá, tudíž je můžeme zanedbat a klasický harmonický oscilátor tak nabývat praktický všech stavů (a nemá pro něj vztah smysl). Naopak u mikroskopických objektů se objevují děje s velmi malými kvantovými čísly, takže rozdíly mezi energetickými hladinami jsou v mikrosvětě větší a hodnoty stavů jsou diskrétní.
- Další příklad rozporu nastává u nejmenší možné energie (tzv. energie základního stavu) kvantového oscilátoru, kde je hodnota nenulová, což se v případě lineárního harmonického oscilátoru v klasické mechanice stát nemůže.
- Rozdíl nastává i u možnosti určení kinetické a potenciální energie. U klasického oscilátoru je můžeme určit současně. V kvantové teorii spolu operátory kinetické a potenciální energie nekomutují a nelze je tedy určit současně.
- Naopak shodnost těchto dvou systémů můžeme pozorovat u hustoty pravděpodobnosti, která je soustředěna v kvantovém oscilátoru u bodů obratu. Tento jev je shodný s jevem u klasického oscilátoru a je patrný se vzrůstající energií. To si můžeme vysvětlit tím, že čím větší je kvantové číslo (energie) tím více se blížíme ke klasické fyzice.
- Pozoruhodné je také sledovat, že vlnové funkce jsou nenulové i v klasické zakázané oblasti, kde {\displaystyle E<V(x)}. Proto je také nenulová pravděpodobnost, že nalezneme částici mimo vnitřní oblast potenciální energie.